# 唯独圣经

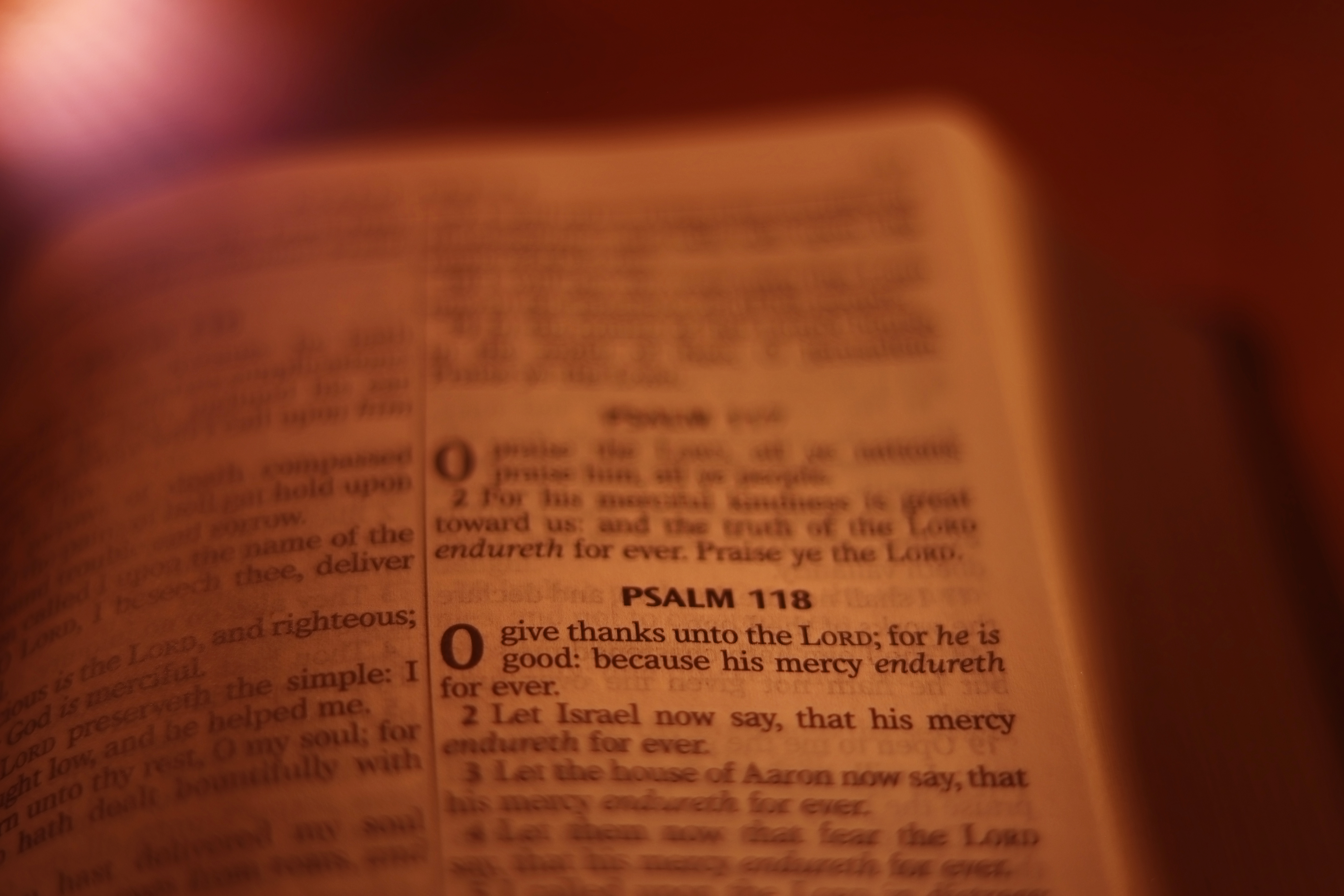
依照唯独圣经的教義，圣经的本質是神默示的文字，因此是教會唯一絕對正確的權威

唯独圣经是認為聖經是基督教信仰以及實務上唯一絕對正確的權威，這是基督教神學中大多數新教教派（特別是信義宗和加爾文主義）所相信的教義，是宗教改革中提出五个唯独中的一項。天主教會認為唯獨聖經是異端，而东正教多半認為這不符合教會的的教導。
聖經的意義是透過許多其他的方式傳播流傳的，例如教會中的聖經教導、大公信條、公教大公會議，甚至是個人的特殊啟示，不過唯独圣经的教義認為只有聖經是絕對正確的權威，其他的來源權威性都不如聖經。以此觀點來看，非聖經的權威（可能是從聖經衍生的權威，也可能是獨立於聖經的權威），都需要因著聖經教導而調整。
唯独圣经是許多新教教派的正式原則，也是宗教改革中所提出五个唯独中的一項。唯独圣经是宗教改革時期許多新教改革者持守的基本原則，他們的教導內容是：聖經的真實性可以透過文本本身的卓越看出來，也透過聖靈在每個人心裡的見證來呈現。
在新教中，聖公宗、循道宗和五旬節運動的教義則是聖經首要論，認為聖經可以透過教會傳統和理性來闡釋。循道宗認為理性需要和經驗分開，雖然經驗傳統上也屬於理性，且受理性引導，不過還是將兩者分開，因此形成了衛理斯四邊形，以聖經為主，再配合教會傳統、理性以及基督徒的經驗。東正教認為「接受聖經正典也就表示接受在教會傳統中持續存在，由聖靈所引導的權威，透過聖經的見證來認知、詮釋、敬拜，並且修正自身。」。天主教會會將教會傳統和聖經視為平等，形成一個信仰寶庫，並且認為教會訓導是詮釋信仰寶庫的組織。